# Myodes rex
Myodes rex es una especie de roedor de la familia Cricetidae.

## Distribución geográfica
Se encuentra en el Japón. 

## Hábitat
Su hábitat natural son los bosques templados.